# Gracia Baur
Gracia Arabella Baur (Monaco di Baviera, 18 novembre 1982) è una cantante tedesca, rappresentante della Germania all'Eurovision Song Contest 2005 con il brano Run & Hide.

## Biografia
Alla fine del 2000 Gracia Baur ha partecipato alle selezioni per la prima edizione della versione tedesca del talent show Popstars. Pur avendo passato le audizioni, è stata eliminata prima dell'inizio della fase finale del programma. Nel 2002 ha preso parte alla stagione inaugurale di Deutschland sucht den Superstar, finendo per classificarsi 5ª.
Il suo singolo di debutto I Don't Think So! è uscito nell'estate del 2003 e ha raggiunto il 3º posto in classifica in Germania, il 12º in Svizzera e il 20º in Austria. Ha anticipato l'album Intoxicated, che è entrato nella top 10 tedesca.
Il 12 marzo 2005 ha partecipato alla selezione del rappresentante tedesco per l'Eurovision cantando Run & Hide, il singolo apripista per il suo secondo album, e venendo incoronata vincitrice dal televoto. Nella finale dell'Eurovision Song Contest 2005, che si è tenuta il successivo 21 maggio a Kiev, si è piazzata all'ultimo posto su 24 partecipanti, con 4 punti totalizzati.
Ha una sorella gemella identica di nome Patricia.

## Discografia

### Album in studio
- 2003 – Intoxicated
- 2005 – Passion

### EP
- 2009 – Christmas Is Calling

### Singoli
- 2003 – I Don't Think So!
- 2003 – I Believe in Miracles
- 2005 – Run & Hide
- 2005 – When the Last Tear's Been Dried
- 2005 – Never Been